# Artabotrys hildebrandtii
Artabotrys hildebrandtii là loài thực vật có hoa thuộc họ Na. Loài này được O.Hoffm. mô tả khoa học đầu tiên năm 1881.